# Neivamyrmex nigrescens
Neivamyrmex nigrescens es una especie de hormiga guerrera del género Neivamyrmex, subfamilia Dorylinae. 

## Distribución
Esta especie se encuentra en México, Panamá y los Estados Unidos.